# برونا فراز
برونا فراز (زاده ۵ سپتامبر ۱۹۸۱) یک مدل بزرگسال برزیلی، بازیگر پورنوگرافی و شخصیت تلویزیونی است.
فراز که در پورتو آلگره متولد شد، در سال ۲۰۰۵ با هدف ایجاد حرفه ای به عنوان یک رقصنده به سائوپائولو نقل مکان کرد. او اولین بار به لطف نمایش‌های سکسی وب کم خود به عنوان شخصیت اینترنتی شناخته شد. در سال ۲۰۰۷ او وارد صنعت بزرگسالان شد و قراردادی انحصاری با شرکت Brasileirinhas امضا کرد. در همان سال او اولین فیلم خود را با نام دختر سکس وب بازی کرد.